# Morne Balvine
Morne Balvine är ett berg i Dominica.   Det ligger i parishen Saint John, i den västra delen av landet, 28 km norr om huvudstaden Roseau. Toppen på Morne Balvine är 123 meter över havet. Morne Balvine ligger på ön Dominica.
Terrängen runt Morne Balvine är kuperad åt sydost, men åt nordväst är den platt. Havet är nära Morne Balvine västerut. Runt Morne Balvine är det ganska tätbefolkat, med 56 invånare per kvadratkilometer. Närmaste större samhälle är Portsmouth, 4,1 km norr om Morne Balvine. I omgivningarna runt Morne Balvine växer i huvudsak städsegrön lövskog.